# Papilionanthe subulata
Papilionanthe subulata là một loài thực vật có hoa trong họ Lan. Loài này được (Willd.) Garay mô tả khoa học đầu tiên năm 1974.